# Verhältnisvertrag
Verhältnisverträge regeln das Verhältnis von Studentenverbindungen oder Korporationsverbänden untereinander. Man unterscheidet Vorstellungs-, Freundschafts-, Kartell- und Traditionsverhältnisse. Verwandt, aber weniger verbindlich sind die Kreise im KSCV.
Paukverhältnisse dagegen betreffen nur die Bereitschaft, Bestimmungsmensuren untereinander zu vereinbaren.

## Unterschiedliche Arten von Verhältnissen

### Vorstellungsverhältnis
Das Vorstellungsverhältnis ist zur Anbahnung eines Freundschaftsverhältnisses gedacht. Verbindungen, die beim Eingehen von Verhältnissen zurückhaltend sind, pflegen einige Jahre ein Vorstellungsverhältnis mit einer anderen Verbindung, ehe sie zu einem Freundschaftsvertrag bereit sind. Hier wird im KSCV noch zwischen offiziellen und inoffiziellen Vorstellungsverhältnissen unterschieden. Corps außerhalb Deutschlands und Österreichs können durch Eingehung eines Vorstellungsverhältnisses zum KSCV insgesamt anerkannt werden, wenn sie die Kösener Grundsätze (Toleranzprinzip und Pflichtmensur) anerkennen. Entsprechende Verhandlungen, die allerdings nicht zum Abschluss kamen, gab es bereits in den 1930er Jahren mit deutsch-baltischen Corps in Riga. Später war dies bei den Corps Brandenburgia-Berlin zu Cleveland/Ohio (1954) und Teuto-Rugia (1974) in den Vereinigten Staaten der Fall, galt vor seiner Aufnahme in den KSCV in Flandern für Flaminea in Löwen und im Baltikum für Selonia in Riga, Lettland.

### Freundschaftsverhältnis
Besonders in großen Dachverbänden ist es üblich, dass einzelne Verbindungen mit mehreren Verbindungen an jeweils anderen Studienorten befreundete Verhältnisse abschließen – durchaus schriftlich mit Vertrag. So erhalten die Aktiven die Gelegenheit, bei gegenseitigen Besuchen andere Universitätsstädte in anderen geographischen Regionen kennenzulernen und ihren Horizont zu erweitern. Viele Arten von Verbindungen erlauben ihren Mitgliedern, nach Studienortwechseln bei anderen Verbindungen (in der Regel desselben Dachverbandes, vorzugsweise bei befreundeten Verbindungen) eine weitere Mitgliedschaft einzugehen. Bei farbentragenden Verbindungen werden dann lebenslang zwei Bänder gleichzeitig getragen („Zwei-Farben-Bruder“, „Zweibändermann“ etc.). Einige Verbindungen schließen weitere Mitgliedschaften grundsätzlich aus.
Formell wird bei manchen Bünden auch das darüber hinausgehende innige Freundschaftsverhältnis unterschieden.
In den katholischen Korporationsverbänden des Cartellverbands der katholischen deutschen Studentenverbindungen (CV), des Mittelschüler-Kartell-Verbands (MKV) und in einigen Verbindungen des Kartellverband katholischer deutscher Studentenvereine (KV) ist es Brauch, dass zwischen den Freundschaftsverbindungen sogenannte Freundschaftsbänder getauscht werden, die von den Senioren (Vorsitzenden) als äußeres Zeichen ihres Amtes getragen werden.

### Kartellverhältnis

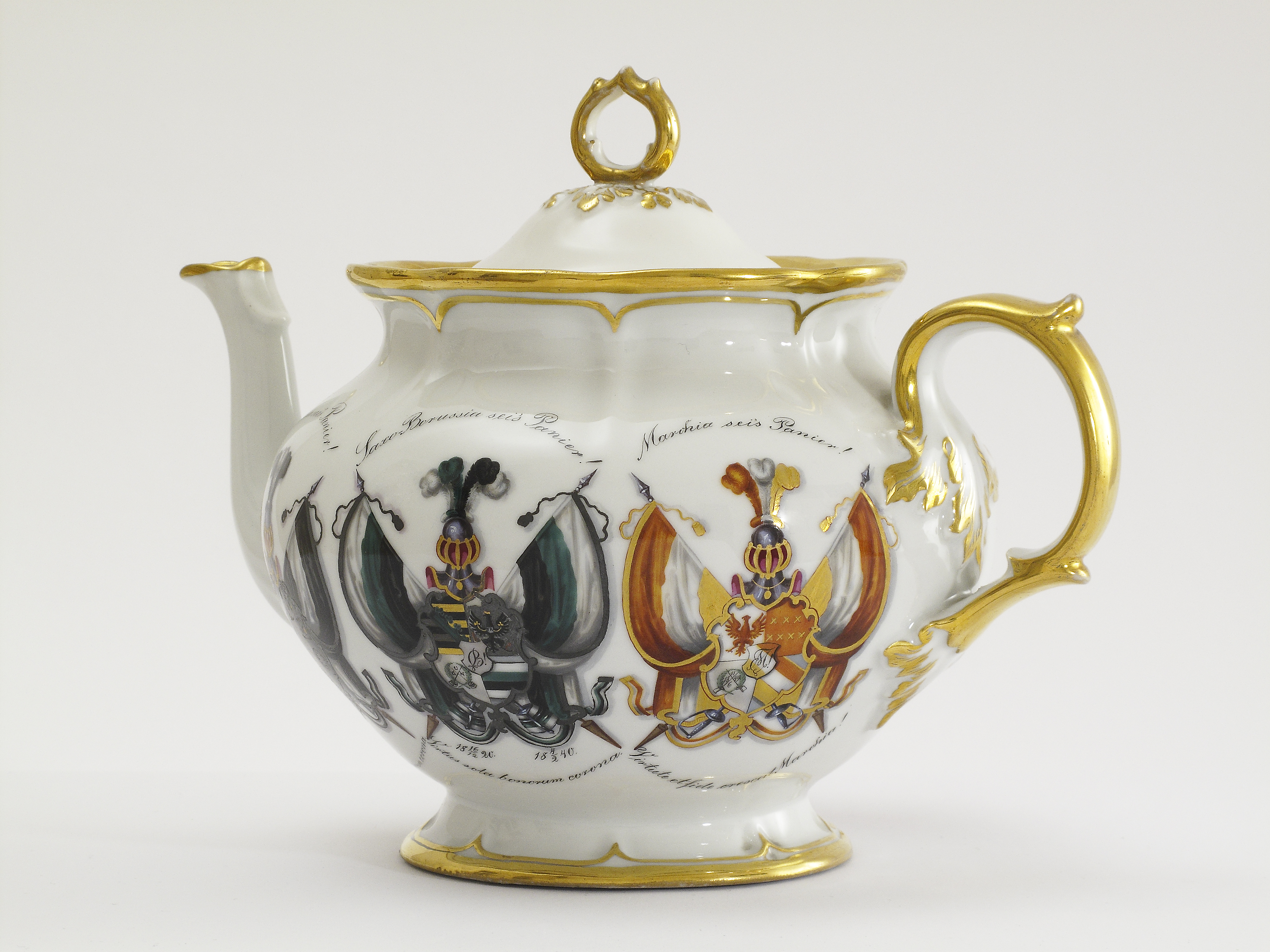
Kartellwappen der Corps Saxo-Borussia und Marchia Breslau

Das Kartellverhältnis geht über das Freundschaftsverhältnis hinaus. Kartellverbindungen betrachten sich oft als eine Verbindung an verschiedenen Orten. Allerdings wird diese Einheit selten konsequent vollzogen: Wer vom einen Kartellstandort wechselt, muss dort doch formell beitreten und gegebenenfalls das Band aufnehmen und für diese Verbindung eine Bestimmungspartie fechten. Er darf jedoch die Alten Herren dieser Verbindung meist als eigene alte Herren ansehen, pflegt mit diesem Bund das brüderliche „Du“, hat oft Sitz- und Rederecht (aber meist nicht Stimmrecht) auf den Konventen.
Der Kartellgedanke ist bei vielen konfessionellen, nichtschlagenden Verbindungen weitaus stärker ausgeprägt: Im größten Dachverband katholischer Verbindungen, dem Cartellverband (CV), steht jede Verbindung mit jeder anderen automatisch in einem Kartellverhältnis; hier gilt die Anrede per „Du“ verbandsweit und ist ein Verbandsmitglied beim Wechsel des Hochschulortes verpflichtet, sich bei einem dortigen Mitgliedsbund (sofern vorhanden) aktiv zu melden. Der entsprechende Status heißt Zeitweiliges Mitglied bzw. im Österreichischen Cartellverband (ÖCV) Verkehrsaktiver; nach Verleihung einer dauerhaften Mitgliedschaft wird das Mitglied zum Bandinhaber.
Auch innerhalb des VVDSt ist das Kartell konsequent vollzogen. Pro Universität bzw. Universitätsstadt gibt es im Verband nur einen VDSt. Jedes Verbandsmitglied, gleichgültig in welcher Stadt es aktiv ist, ist Bundesbruder und wird, wenn es einmal die Universität wechseln will, automatisch mit vollen Rechten an den dortigen VDSt überstellt, sofern es einen gibt.
Ähnliches gilt beim UV, welcher nicht ein Verband aus selbstständigen Verbindungen, sondern ein Einheitsverband mit einer gemeinsamen Verfassung für alle Aktivenvereine hat. Alle Vereine führen daher die Bezeichnung „Unitas“ vor ihrem Eigennamen und als gemeinsame Farben seit 1863 blau-weiß-gold, teilweise in unterschiedlicher Reihenfolge. Jedes Verbandsmitglied, gleichgültig in welcher Stadt es aktiv ist, ist Bundesbruder bzw. Bundesschwester und wird, wenn es die Universität wechselt, automatisch mit vollen Rechten in den dortigen Verein und wird, seinem Geschlecht entsprechend, Mitglied. Bei mehreren Vereinen am Universitätsstandort, kann sich der bzw. die Aktive selbst aussuchen in welchem männlichen bzw. weiblichen Verein er oder sie aktiv wird.
Gelegentlich werden auch unkündbare Kartellverträge geschlossen. Diese besonders engen Kartelle bezeichnet man auch als eisern.
Während Freundschaftsverträge meist bilateral geschlossen werden, gibt es bei Kartellen auch multilaterale Verträge, etwa das Süddeutsche Kartell im Kösener Senioren-Convents-Verband (KSCV), das gleichnamige zwischen sechs freien Burschenschaften und das Blaue Kartell sowie das Weiße Kartell im Weinheimer Senioren-Convent (WSC).
Kartellverträge zwischen Dachverbänden sind selten, aber doch vorhanden: Beispielsweise der Kartellvertrag zwischen dem WSC und dem KSCV von 1955, der regelt, dass beide Dachverbände gewisse Verbandsaufgaben gemeinsam übernehmen und von Verbandsseite das Aufnehmen von Bändern des jeweils anderen Verbandes ausnahmslos gestattet ist.
Ebenso sind der CV und der ÖCV seit 1961 durch einen Cartellvertrag verbunden; er besagt den allgemeinen Du-Comment zwischen Aktiven beider Verbände und die Ausdehnung der Verkehrsaktivenregelung auf Deutschland und Österreich.
Es gibt ein außergewöhnliches Kartellverhältnis zwischen der Landsmannschaft Darmstadtia Gießen im CC und der Gießener Burschenschaft Germania in der ADB.
Angehörige von zwei im Kartell stehenden Corps sind Kartellbrüder, nicht „Kartellcorpsbrüder“.

### Traditionsverhältnis
Bei einem Traditionsverhältnis geht es um die Pflege einer Tradition durch einen oder mehrere Bünde. Nur wenige Studentenverbindungen kennen Traditionsverhältnisse, die jeweilige Praxis ist höchst unterschiedlich.
Es besteht eine Tradition vertriebener Corps desselben SC, etwa für Halle und Jena, oder eine Tradition im Falle eines Ortswechsels (etwa bei den SC Innsbruck und Augsburg). Häufiger ist, dass ein Corps die Tradition eines anderen pflegt, etwa im Rahmen einer Fusion. Welcher Art die Traditionspflege ist, ist Vereinbarungssache. In der Regel bedeutet es die Übernahme und Bewahrung des Archivs und wichtiger Gegenstände. Häufig wird Mitgliedern des lebenden Corps erlaubt oder nahegelegt, auf das Band des aufgenommenen Corps zu fechten. Dies ist üblich, wenn der Seniorpartner stark genug ist, bei den eigenen Kennzeichen keine Zugeständnisse zu machen.
Im Wingolfsbund ist es üblich, dass aktive Wingolfsverbindungen die Tradition vertagter Wingolfsverbindungen übernehmen und eventuell fortführen. Meistens wechseln das Archiv und Couleurgegenstände an den Ort der sogenannten Traditionsverbindung. Die Traditionsverbindung wird zum Treffpunkt der Mitglieder der vertagten Verbindung (Philister). Wiedergründungen vertagter Verbindungen gingen oft, aber nicht immer, von den Traditionsverbindungen aus.

### Kreis
Nachdem sich in einem Dachverband das Verbandsleben gefestigt hat, beginnen sich oft innere Strukturen zu bilden. Die seit alters her üblichen feste gegenseitige freundschaftliche Beziehungen von Verbindungen an verschiedenen Universitätsstädten, formieren sich langsam zu festen und inoffiziellen Kreisen, die verbandspolitische Bedeutung zu entwickeln beginnen. Es geht wohl hauptsächlich darum, im Verband mit den Kreismitgliedern die eigenen Auffassungen besser zur Geltung bringen zu können. Noch später weitet sich diese Politik aus und wird es üblich, sich seine befreundeten Verbindungen nur noch aus dem jeweiligen Kreis zu wählen und andere Verhältnisse abzubrechen.

## Verhältnisbruch
Alle Arten von Verhältnissen können auch gebrochen werden. Die Erklärung wurde und wird heute noch zumeist als kurzes Telegramm verschickt. Verhältnisbrüche waren insbesondere in der Gründerzeit und im Kaiserreich häufig, oft aus nichtigem Grund der Fall und wurden damals dann regelmäßig mit einer oder gar zwei PP-Suiten besiegelt, das heißt, alle Aktiven der einen fochten unter erschwerten Bedingungen mit allen Aktiven der anderen Verbindung.
Verhältnisbrüche haben im KSCV beispielsweise auch schwere Auswirkungen auf die Kreispolitik gehabt, so brach der Bruch des Kartells zwischen den Corps Lusatia Leipzig und Teutonia Marburg vor dem Ersten Weltkrieg das sogenannte Goldene Kartell, als das Kernkartell des Blauen Kreises, auf, womit der Blaue Kreis ansatzweise gespalten wurde.

## Verhältnisse nach Verbänden

### Burschenschaften
Unter Burschenschaften gibt es unter anderem folgende Zusammenschlüsse:
- Altweißes Kartell: Burschenschaft Dresdensia-Rugia zu Gießen, Leipziger Burschenschaft Dresdensia und Greifswalder Burschenschaft Rugia, früher auch Alte Straßburger Burschenschaft Germania, Gießener Burschenschaft Alemannia, Burschenschaft Germania Königsberg und Bonner Burschenschaft Frankonia.
- Arbeitsgemeinschaft Dreieck: Burschenschaft Alemannia Stuttgart, Alte Freiberger Burschenschaft Glückauf zu Clausthal und Aachen-Dresdner Burschenschaft Cheruscia.
- Blauer Verband: Berliner Burschenschaft der Märker, Kölner Burschenschaft Wartburg-Suevia Leipzig.
- Burschenschaftliche Gemeinschaft: 36 Burschenschaften sind Mitglied.[4]
- Freundschaftsbund: Münchener Burschenschaft Cimbria, Burschenschaft Normannia-Leipzig zu Marburg, Burschenschaft Normannia zu Leipzig, Alte Rostocker Burschenschaft Obotritia, ehemals auch Burschenschaft Cimbria Würzburg.
- Grenzlandkartell: Alte Brünner Burschenschaft Suevia zu Coburg, Burschenschaft Wiking Mödling, Burschenschaft Nibelungia Wien.
- Grün-Weiß-Rotes Kartell: Jenaische Burschenschaft Germania; früher auch Burschenschaft Hannovera Göttingen, Burschenschaft Frankonia Heidelberg und Tübinger Burschenschaft Derendingia.
- Initiative Burschenschaftliche Zukunft: 37 Burschenschaften sind Mitglied.[5]
- Kartell Roter Burschenschaften: Burschenschaft Holzminda Göttingen, Würzburger Burschenschaft Arminia, Gießener Burschenschaft Germania und Straßburger Burschenschaft Arminia zu Tübingen.
- Norddeutsches Kartell: Kölner Burschenschaft Germania, Burschenschaft Normannia Heidelberg und Berliner Burschenschaft Arminia[6]
- Ostdeutscher Bund: Grazer akademische Burschenschaft Allemannia, Wiener akademische Burschenschaft Bruna Sudetia, Burschenschaft Ghibellinia zu Prag in Saarbrücken, Brünner Burschenschaft Libertas zu Aachen.
- Ostdeutsches Kartell: Alte Breslauer Burschenschaft der Raczeks zu Bonn, Burschenschaft Danubia München und Wiener akademische Burschenschaft Teutonia.
- Ostmarkenkartell: Halle-Leobener Burschenschaft Germania, Innsbrucker akademische Burschenschaft Suevia.
- Rheinischer Ring: Hannoversche Burschenschaft Arminia, Burschenschaft Arminia-Gothia Braunschweig, Hannoversche Burschenschaft Germania, Braunschweiger Burschenschaft Germania, Burschenschaft Hilaritas Stuttgart und Aachener Burschenschaft Teutonia.
- Ring Weißer Burschenschaften: Bonner Burschenschaft Frankonia, Burschenschaft Germania Königsberg zu Hamburg, Alte Rostocker Burschenschaft Obotritia, Burschenschaft Normannia Leipzig und Burschenschaft Normannia-Leipzig zu Marburg.
- Roter Verband: Burschenschaft Obotritia Berlin, Burschenschaft Alemannia Bonn, Burschenschaft der Bubenreuther Erlangen, Burschenschaft Brunsviga Göttingen, Marburger Burschenschaft Arminia, Burschenschaft der Pflüger Halle zu Münster und Burschenschaft Arminia auf dem Burgkeller Jena.
- Schwarzer Verband: Burschenschaft Saxo-Silesia Freiburg, Burschenschaft Adelphia zu Würzburg, Gießener Burschenschaft Frankonia und Burschenschaft der Krusenrotter zu Kiel. Bis 2003 auch Burschenschaft Frisia Göttingen.
- Schwarz-Blaues Kartell: Grazer akademische Burschenschaft Germania, Wiener akademische Burschenschaft Moldavia und Burschenschaft Thessalia zu Prag in Bayreuth.
- Schwarz-Roter Verband: Burschenschaft Germania zu Würzburg, Alte Königsberger Burschenschaft Alemannia in Kiel, Burschenschaft Hansea-Alemannia zu Hamburg, Burschenschaft Redaria-Allemannia zu Rostock und Münchener Burschenschaft Franco-Bavaria[7]; gegründet 1922 beim Burschentag in Salzburg
- Schwarz-Rot-Goldenes Kartell: Burschenschaft Teutonia Prag zu Würzburg, Wiener akademische Burschenschaft Albia und Grazer akademische Burschenschaft Arminia.
- Schwarz-Weiß-Rotes Kartell: Burschenschaft Germania Halle zu Mainz, Hamburger Burschenschaft Germania und Erlanger Burschenschaft Frankonia.
- Süddeutsches Kartell: Burschenschaft Teutonia Jena, Burschenschaft Germania Erlangen, Burschenschaft Allemannia Heidelberg, Burschenschaft Germania Tübingen, Burschenschaft Teutonia zu Kiel und Königsberger Burschenschaft Gothia zu Göttingen.
- Viererbund: Karlsruher Burschenschaft Teutonia, Münchener Burschenschaft Arminia-Rhenania, Braunschweiger Burschenschaft Germania und Burschenschaft Hilaritas Stuttgart
- Violett-Grünes Kartell: Burschenschaft Alemannia Marburg, Burschenschaft Franconia Freiburg.[8]

Als weiterer Zusammenschluss ohne Vertrag existiert der Allgemeine Deutsche Burschenbund (ADB). Die ADB-Burschenschaften bekennen sich zu den Traditionen des nach dem Zweiten Weltkrieg nicht wiedergegründeten Verbandes. Im ADB befinden sich Burschenschaften der DB, der NeuenDB, der Allgemeinen Deutschen Burschenschaft und verbandsfreie Burschenschaften. Diese sind die Germania Bonn, die Alemannia Köln, die Suevia-Leipzig Köln, die Rugia Darmstadt, die Ghibellinia-Leipzig Hannover, die Normannia Heidelberg, die Plessavia Leipzig, der Rote Löwe Leipzig, die Ghibellinia Karlsruhe und die Arminia-Gothia Braunschweig. Außer einer gemeinsamen Veranstaltung um den 11. November herum und dem besonderen freundschaftlichen Verhältnis besteht jedoch keine weitere Kooperation mehr zwischen den Bünden.

### Coburger Convent
Im CC gibt es folgende Verhältnisverträge, die Anfangs aus nur zwei Landsmannschaften oder Turnerschaften bestanden und teilweise bei der Entstehung der zahlreichen Vorgänger-Dachverbände der Deutschen Landsmannschaft erheblichen Anteil hatten:
- das Goldkartell: Landsmannschaft Pomerania Halle-Aachen, Landsmannschaft Preußen Berlin, Landsmannschaft Teutonia Bonn, Landsmannschaft Rhenania Jena, Landsmannschaft Teutonia München und Landsmannschaft Ghibellinia Tübingen
- das Silberkartell: Landsmannschaft Neoborussia Halle zu Freiburg, Landsmannschaft Plavia-Arminia Leipzig, Landsmannschaft Troglodytia Kiel, Landsmannschaft Verdensia Göttingen, Landsmannschaft Saxo-Suevia, Landsmannschaft Thuringia Berlin, Landsmannschaft Hasso-Borussia Marburg
- der Dreibund oder das Feingoldkartell: Landsmannschaft Darmstadtia Gießen, Landsmannschaft Spandovia Berlin und Landsmannschaft Zaringia Heidelberg
- den Treubund: die Landsmannschaft Preußen Berlin, Alte Turnerschaft Slesvigia-Niedersachsen Hamburg-Königsberg zu Hamburg, Landsmannschaft Teutonia Heidelberg-Rostock, Landsmannschaft Macaria Köln, Landsmannschaft Schottland Tübingen, Landsmannschaft Borussia Stuttgart, die Alte Leipziger Landsmannschaft Afrania Heidelberg sowie die Landsmannschaft Hercynia Jenensis et Hallensis zu Mainz.
- der Eisernen Ring: Landsmannschaft Brandenburg Berlin, Landsmannschaft Ulmia Tübingen, Landsmannschaft Ubia-Brunsviga-Palaeomarchia Bochum und Landsmannschaft Chattia Marburg.

### Wingolfsbund
Im Wingolfsbund werden Verhältnisverträge traditionell als „Konvention“ bezeichnet. Sie stellen – bis auf eine Ausnahme – regionale Zusammenschlüsse von Wingolfsverbindungen dar.
- Die Diezer Konvention ist die älteste Konvention im Wingolf und wurde als Limburger Convention 1878 vom Bonner Wingolf, Marburger Wingolf, Gießener Wingolf und Heidelberger Wingolf begründet. Ab 1890 bis 1932 fanden die Versammlungen alle zwei Jahre in Diez statt. 1990 wurde die Diezer Konvention als ein inhaltlich gegen den Verfall korporativer Prinzipien gerichtetes Kartell erneuert. Der Diezer Konvention gehören heute an: Gießener, Bonner und Marburger Wingolf (als Stifterverbindungen), sowie ab 1991 der Kieler Wingolf und die Wingolfsverbindung Chattia zu Würzburg. Im Jahr 2023 wurde der Göttinger Wingolf einstimmig in der Konvention als neustes Mitglied aufgenommen.[9]
- Die Gernsbacher Konvention als regionaler Zusammenschluss der südwestdeutschen bzw. später süddeutscher Wingolfsverbindungen. Zurückgehend auf ein Gedächtnisfest für Jakob August Eisenlohr (1822–1890) findet seit 1892 alle zwei Jahre ein Treffen in Gernsbach statt. Zu den Gernsbachern gehören die Wingolfsverbindungen in Darmstadt, Freiburg, Heidelberg, Stuttgart, Tübingen, Hohenheim, Karlsruhe, Frankfurt sowie nach dem Zweiten Weltkrieg Mainz, Mannheim und München (seit 2005).
- Die Norddeutsche Konvention als regionaler Zusammenschluss der norddeutschen Wingolfsverbindungen. 1962 wurde als Gegenüber zur Konvention der südwestdeutschen Wingolfsverbindungen die Norddeutsche Konvention (NDK) als Zusammenschluss der norddeutschen Wingolfsverbindungen gegründet. Gründungsmitglieder waren der Göttinger Wingolf, der Hannoversche Wingolf, der Hamburger Wingolf, der Kieler Wingolf und der Clausthaler Wingolf „Catena“.[10] Heute ruht die Konvention.

### CV
Im CV gibt es, auf inoffizielle Weise, Kreisbildungen. Auch diese sind lockere und formlose Zusammenschlüsse von katholischen Studentenverbindungen gleicher Ausrichtung und Tradition innerhalb des Cartells, die unter Umständen auch Verbindungen im ÖCV und im Schw. StV umfassen. Beispiele sind:
- der Marburger Kreis (seit 1986): Guestfalia Tübingen, Bavaria Bonn, Markomannia Würzburg, Hercynia Freiburg im Breisgau, Rhenania Marburg und Arminia Heidelberg
- der Heidelberger Kreis: Ferdinandea (Prag) Heidelberg, Cheruscia Münster, Tuiskonia München, Alania Bonn und Bodensee Konstanz
- die ehemaligen KDV-Verbindungen: Sauerlandia Münster, Novesia Bonn, Cheruscia Würzburg, Arminia Freiburg, Bavaria Berlin, Tuiskonia München und Palatia Marburg.
- der ehemalige Weiße Ring: Bavaria Bonn, Ripuaria Freiburg im Breisgau, Zollern Münster und Burgundia München, weiterhin Guestfalia Tübingen, Rheno-Palatia Breslau, Thuringia Würzburg, Rheno-Franconia München und Marco-Danubia Wien.
- der Mitteleuropa-Ring: Chursachsen Dresden, Salia-Silesia Gleiwitz, Saarland (Saarbrücken) Jena und  Pragensis Prag (im EKV)
- die Chur-Verbindungen: Churpfalz Mannheim, Churtrier Trier und Chursachsen Dresden
- der Albertus-Ring (seit 1957): Danubia Wien-Korneuburg im ÖCV, Rheinstein zu Köln, Edo-Rhenania zu Tokio und Turicia Zürich im Schw. StV
- der Rheinische Ring: Ripuaria Bonn, Franconia Aachen und Rappoltstein (Straßburg) Köln

### KV und ÖKV
Im KV, zum Beispiel:
- der Weiße Ring, zu dem Arminia Bonn, Bavaria-Freiburg, Palatia Heidelberg, Rheno-Bavaria-München und Winfridia Göttingen gehörten.
- das Rhein-Neckar-Kartell, dem angehören Palatia Heidelberg, Ripuaria Heidelberg und Eckart Mannheim et Ludwigshafen
- der Heidelberger Ring, gegründet anlässlich des Heidelberger Schlosskommerses 2009, dem Cimbria Münster, Frankonia-Straßburg, Palatia Heidelberg und Winfridia Göttingen angehören.

### SchwStV
Im Schweizerischen Studentenverein (Schw.-StV) gibt es offizielle Kreisbildung. Zum Beispiel:
- der Bund Akademischer Kommentverbindungen, auch Block genannt: AKV Rauracia Basel, AV Bodania St. Gallen, AKV Burgundia Bern, AKV Alemannia Freiburg, AKV Kyburger Zürich, AKV Neu-Romania Freiburg und AV Turicia Zürich
- die Fédération Romande: SA Salévia Genève, SA Lémania Lausanne und SA Sarinia Fribourg

### ÖPR
Im ÖPR existiert u. a das grün-weiß-rote Kartell. Es besteht aus der p.c.B! Arminia Graz, der p.c.B! Markomannia Leoben und der p.c.B! Allemannia Marburg zu Graz.

### SB
Im SB existiert das Cartell Christlicher Burschenschaften im Schwarzburgbund (CCB im SB) als Interessenzusammenschluss von mehreren Bundesverbindungen des Schwarzburgbundes, das sich aus dem Convent Bayerischer Burschenschaften (CBB) heraus entwickelt hat.
Seine Mitglieder sind die Burschenschaften Teutonia Nürnberg, Ostmark-Breslau zu Regensburg, Rheno-Germania Bonn, die Leipziger Burschenschaft Alemannia zu Bamberg (verbandsfrei) und die Burschenschaft Alemannia Leipzig (verbandsfrei).
Die festgehaltenen Ziele des CBB im SB waren: Stärkung des burschenschaftlichen Profils in der Öffentlichkeit, Belebung von Tradition und Comment, gemeinsame Positionsbestimmung in der Öffentlichkeit, Intensivierung der Zusammenarbeit.
Das CCB im SB ist jedoch nur ein Interessenzusammenschluss von Bundesverbindungen (hier: Burschenschaften) des Schwarzburgbundes. Es ist kein Mitglied des Schwarzburgbundes, da lediglich aktive Verbindungen und Philistervereine (Altherrenvereine) eine Mitgliedschaft im SB erwerben können. (vgl. § 2 (1) Wesen, Grundsätze, § 3 (1) Mitgliedschaft, Satzungs des Schwarzburgbundes (SB) e. V. in der Fassung vom 21. Mai 1972, zuletzt geändert am 10. Juni 2000)

## Verträge zwischen Verbänden
Es existieren verschiedene Freundschafts- und Kooperationsabkommen zwischen einzelnen Verbänden. Bekannte historische Abkommen zwischen mehreren Korporationsverbänden sind beispielsweise das Erlanger Verbände- und Ehrenabkommen von 1921 oder das Bonner Papier von 1980.